# Tetraena mongolica
Tetraena mongolica är en pockenholtsväxtart som beskrevs av Carl Maximowicz. Tetraena mongolica ingår i släktet Tetraena och familjen pockenholtsväxter. Inga underarter finns listade i Catalogue of Life.